# Disenochus fractus
Disenochus fractus är en skalbaggsart som beskrevs av Sharp 1903. Disenochus fractus ingår i släktet Disenochus och familjen jordlöpare. Inga underarter finns listade i Catalogue of Life.